# Obszary specjalne państw członkowskich Unii Europejskiej

Mapa państw członkowskich Unii Europejskiej z częścią terytoriów zależnych

Unię Europejską tworzy 27 państw. Większość z nich wdrożyła prawo unijne we wszystkich sektorach i na wszystkich obszarach swego terytorium bądź też zobowiązała się do jego wdrożenia w przyszłości. Jednakże prawo UE nie zawsze znajduje równomierne zastosowanie na całym terytorium poszczególnych krajów członkowskich. Wiele z nich posiada tzw. terytoria specjalne, które ze względów historycznych, geograficznych, czy też politycznych mają inne niż reszta obszaru relacje z rządami państw, w obrębie których się znajdują, a co za tym idzie, również z Unią Europejską. Owe terytoria specjalne nie stosują w swoich obrębach niektórych bądź większości przepisów prawa europejskiego lub nie uczestniczą w poszczególnych programach wspólnoty. Niektóre nie mają żadnych oficjalnych relacji z Unią, podczas gdy inne są jej integralną częścią przy uwzględnieniu zabezpieczeń zagwarantowanym im w unijnych dyrektywach, regulacjach czy protokołach zawartych w Traktacie o Unii Europejskiej.
Dwie części Traktatu o funkcjonowaniu Unii Europejskiej dotyczą relacji UE z takimi właśnie terytoriami specjalnymi: Artykuły 349 i 355 mówiące o terytoriach, w obrębie których przepisy Traktatów są stosowane uzupełnione o traktat akcesyjny, oraz Artykuły 198–204 na temat nieeuropejskich krajów i terytoriów będących w specjalnych relacjach z państwami członkowskimi.

## Regiony najbardziej oddalone
Regiony najbardziej oddalone (ang. outermost region, fr. région ultrapériphérique) to dziewięć regionów krajów członkowskich UE istniejących na podstawie art. 349 Traktatu o funkcjonowaniu Unii Europejskiej (sześć francuskich, dwa portugalskie i jedno hiszpańskie), w których prawo Unii jest stosowane, jednak wyjątki w zastosowaniu tego prawa również mogą istnieć ze względu na „społeczną i ekonomiczną sytuację związaną z ich oddaleniem, odizolowaniem, małym obszarem, trudną topografią i klimatem, ekonomicznym uzależnieniem od niewielkiej ilości produktów oraz nieprzemijalnością tych trudności, co poważnie powstrzymuje ich rozwój”. Regiony te stanowią integralną część Unii Europejskiej.

### Azory i Madera
Azory i Madera to grupy portugalskich wysp na Oceanie Atlantyckim. Mimo iż odstępstwa w zastosowaniu prawa Unii Europejskiej mogłyby być tu stosowane, żadne wyjątki nie występują.

### Wyspy Kanaryjskie
Wyspy Kanaryjskie to archipelag hiszpańskich wysp na Atlantyku. Znajdują się poza unijnym obszarem VAT. Poza tym prawo Unii Europejskiej stosowane jest w całości.

### Francuskie departamenty zamorskie
- Gujana Francuska,
- Gwadelupa,
- Majotta,
- Martynika,
- Reunion,
- Saint-Martin.

Zgodnie z francuskim prawem traktowane są jako integralna część Republiki Francuskiej. Prawo UE stosowane tu jest niemal w całości. Jedynymi wyjątkami są: pozostawanie poza obszarem strefy Schengen i unią VAT.
Saint-Martin i Saint-Barthélemy zostały 22 lutego 2007 roku odłączone od Gwadelupy – departamentu zamorskiego Francji i utworzono z nich dwie nowe zbiorowości zamorskie. Raport francuskiego parlamentu zaznaczał, że rząd Francji będzie musiał przeprowadzić w prawodawstwie UE zmianę statusu owych dwóch zbiorowości z części regionu peryferyjnego na kraje i terytoria zamorskie. Oba terytoria używają euro jako oficjalnego środka płatniczego, znajdują się poza strefą Schengen (spośród terytoriów francuskich jedynie Francja kontynentalna oraz Korsyka do niej należą) i poza unią celną (europejskie prawo wyklucza wszystkie zbiorowości zamorskie z europejskiej unii celnej bez wymieniania z nazwy; wyklucza też zatem dwie nowe). W traktacie lizbońskim oba terytoria wymienione są jako część Unii Europejskiej i ponownie stały się de iure jej częścią 1 grudnia 2009, czyli w dniu wejścia traktatu w życie. Do wejścia w życie traktatu lizbońskiego, czyli od 22 lutego 2007 do 30 listopada 2009, oba terytoria nie stanowiły części Unii. Saint-Barthélemy ponownie został wyłączony z Unii z dniem 1 stycznia 2012 roku. 1 stycznia 2014 roku Majotta stała się regionem najbardziej oddalonym wchodząc w skład Unii.

## Kraje i terytoria zamorskie
Kraje i terytoria zamorskie (ang. overseas countries and territories, skrótowo OCTs) to 20 terytoriów autonomicznych mających specjalne powiązania z jednym z państw członkowskich Unii Europejskiej: sześć z Francją, dwa z Holandią i jedno z Danią. Ich relacje z UE są regulowane Artykułami 182–188 Traktatów Rzymskich.
W przeciwieństwie do regionów zamorskich, terytoriów należących do tej kategorii nie można uznać za część Unii Europejskiej. Podczas gdy na obszarze tych pierwszych prawo UE zostało wdrożone niemal w całości z jedynie nikłymi wyjątkami, w przypadku krajów i terytoriów zamorskich, ich powiązanie z Unią jest zdawkowe i ogranicza się tylko do uczestnictwa w nielicznych programach – jak na przykład członkostwa w Unii Gospodarczej i Walutowej. Bliskie relacje z państwami członkowskimi dają mieszkańcom tych terytoriów przywilej posiadania obywatelstwa Unii Europejskiej, często wraz z prawem głosu w wyborach do Parlamentu Europejskiego. Żadne z poniższych terytoriów nie należy do strefy Schengen, unii VAT ani unii celnej. Prawo do swobodnego przepływu osób również w większości przypadków nie dotyczy mieszkańców tych terytoriów.

### Francuskie terytoria zależne
- Francuskie Terytoria Południowe i Antarktyczne
- Polinezja Francuska
- Saint-Barthélemy
- Saint-Pierre i Miquelon
- Wallis i Futuna

We francuskim prawodawstwie mają status zbiorowości zamorskich, Francuskie Terytoria Południowe i Antarktyczne (które teraz zawierają również Wyspy Rozproszone) określane są mianem terytorium zamorskiego, Nowa Kaledonia natomiast wspólnoty sui generis.

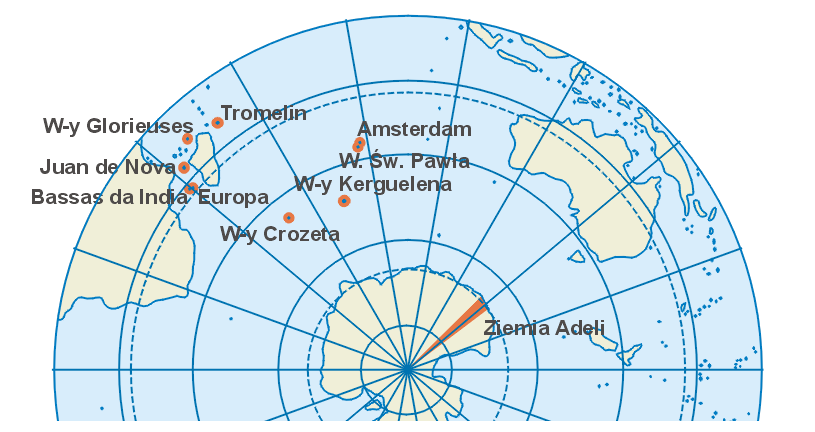
Mapa Francuskich Terytoriów Południowych i Antarktycznych

Majotta, Francuskie Terytoria Południowe i Antarktyczne, Saint-Barthélemy oraz Saint-Pierre i Miquelon należą do strefy euro, podczas gdy Nowa Kaledonia, Polinezja Francuska oraz Wallis i Futuna używają franka pacyficznego – waluty ściśle związanej z euro.
Mieszkańcy powyższych zbiorowości są pełnoprawnymi obywatelami Francji, jak również Unii Europejskiej i wybory do Parlamentu Europejskiego są tam przeprowadzane (z wyłączeniem Francuskich Terytoriów Południowych i Antarktycznych, które, poza kilkoma bazami prowadzącymi badania naukowe, są niezamieszkane).

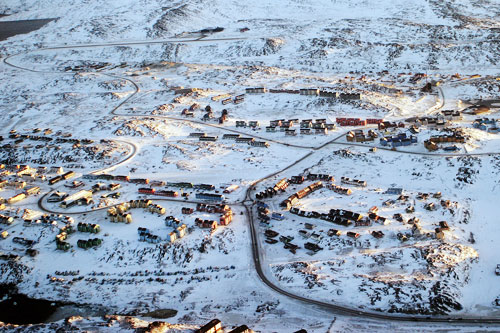
Miasto Nuuk na Grenlandii

### Grenlandia
Grenlandia, będąca terytorium zależnym Danii jest specjalnym przypadkiem pośród krajów i terytoriów zamorskich, które było niegdyś częścią Unii Europejskiej (wówczas zwanej Wspólnotą Europejską) – zanim w wyniku referendum w 1982 roku ludność Grenlandii zdecydowała o wystąpieniu. Grenlandczycy mimo to nadal są równoprawnymi obywatelami UE w związku z posiadaniem przez nich obywatelstwa duńskiego.

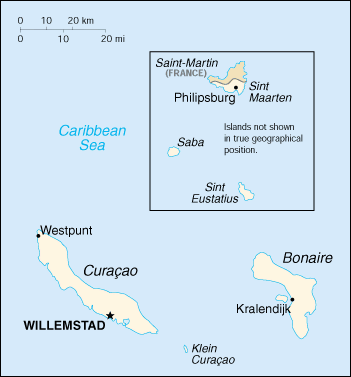
Antyle Holenderskie

### Antyle Holenderskie i Aruba
Antyle Holenderskie i Aruba były autonomicznymi częściami Holandii, wyłączonymi z obszaru działania prawa Unii Europejskiej protokołem załączonym do Traktatów Rzymskich; traktowane były jako terytoria zamorskie.
Antyle Holenderskie 10 października 2010 zmieniły swój status i podzieliły się na pięć terytoriów, z czego Bonaire, Saba i Sint Eustatius włączone zostały w skład Holandii.

## Terytoria specjalne
O ile regiony zamorskie oraz kraje i terytoria zamorskie to w ustawodawstwie Unii Europejskiej ustrukturyzowane kategorie (zdefiniowane w Traktatach Rzymskich), w obrębie których poszczególne terytoria podlegają zazwyczaj jurysdykcji unijnej w jednakowym wymiarze, o tyle terytoria specjalne swoje specyficzne warunki, na których należą do wspólnoty bądź z nią współpracują, mają określone indywidualnie. Niektóre z nich w relacjach z Unią Europejską posiadają umowy ad-hoc. Inne mogą być nazywane terytoriami protokolarnymi, jako że ich status regulowany jest protokołami dołączanymi do traktatów akcesyjnych poszczególnych państw, w obrębie których są usytuowane. Pozostałe zawdzięczają swój status zabezpieczeniom legislatywnym Unii Europejskiej, które wyłączają te terytoria z obszaru stosowania pewnych przepisów prawa. Wiele z nich rezygnuje na przykład z przystąpienia do europejskiego obszaru jednolitych stawek VAT, unii celnej lub też obu naraz.

### Terytoria należące do UE

#### Wyspy Alandzkie

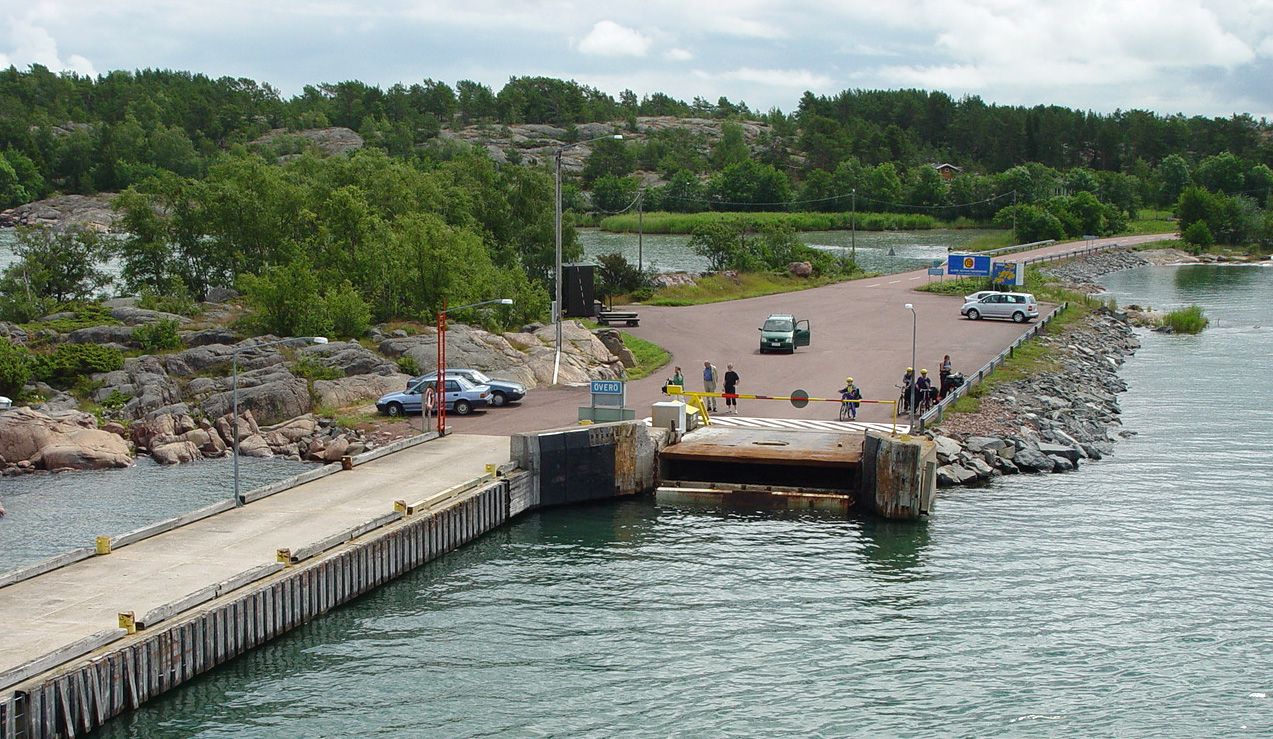
Miejscowość Soendra Linjen na Wyspach Alandzkich

Wyspy Alandzkie to grupa fińskich wysp u wybrzeży Szwecji zamieszkiwanych głównie przez ludność szwedzkojęzyczną. Wstąpiły do Unii Europejskiej razem z Finlandią w 1995 roku, jednak w wyniku zgody mieszkańców wysp w osobnym referendum przeprowadzonym w tej sprawie.
Większość prawa UE jest na wyspach stosowana. Wyjątkiem jest pozostawanie poza europejską unią VAT. Istnieją również pewne restrykcje w swobodzie przepływu osób, kapitału (ograniczenie możliwości nabywania nieruchomości przez osoby spoza wysp) i świadczenia usług.

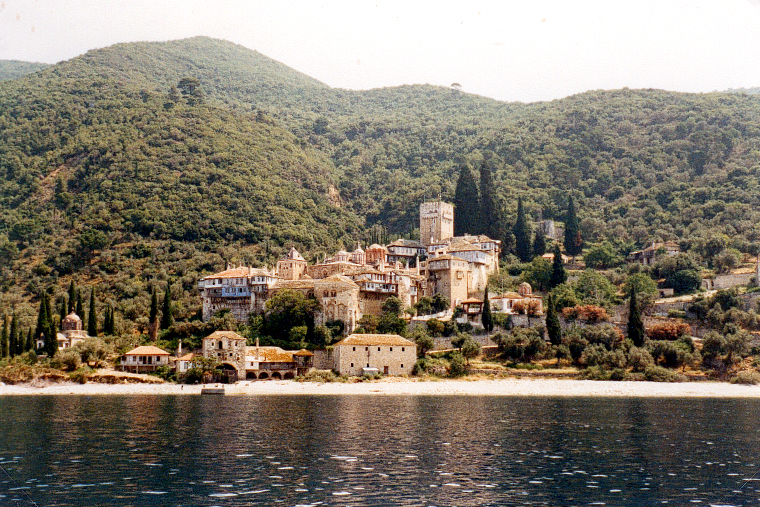
Klasztor Dochiariou na Górze Athos

#### Athos
Góra Athos to autonomiczny monastyczny region Grecji. Zgodnie z zapisem w greckiej konstytucji, Athos w zakresie kwestii religijnych podlega bezpośrednio jurysdykcji Patriarchatu Ekumenicznego. Do administracji państwowej należy wyłącznie obowiązek utrzymania porządku i bezpieczeństwa publicznego. Traktat akcesyjny, jaki podpisała Grecja wstępując do UE, zapewnia autonomii jej wielowiekowy specjalny status prawny, zezwalający na stosowanie pewnych wyjątków od prawa europejskiego. Na przykład wstęp na teren Góry Athos jest zabroniony dla kobiet, pomimo istniejącego prawa unii zabraniającego dyskryminacji ze względu na płeć. Terytorium jest ponadto wyłączone z unijnego obszaru VAT.

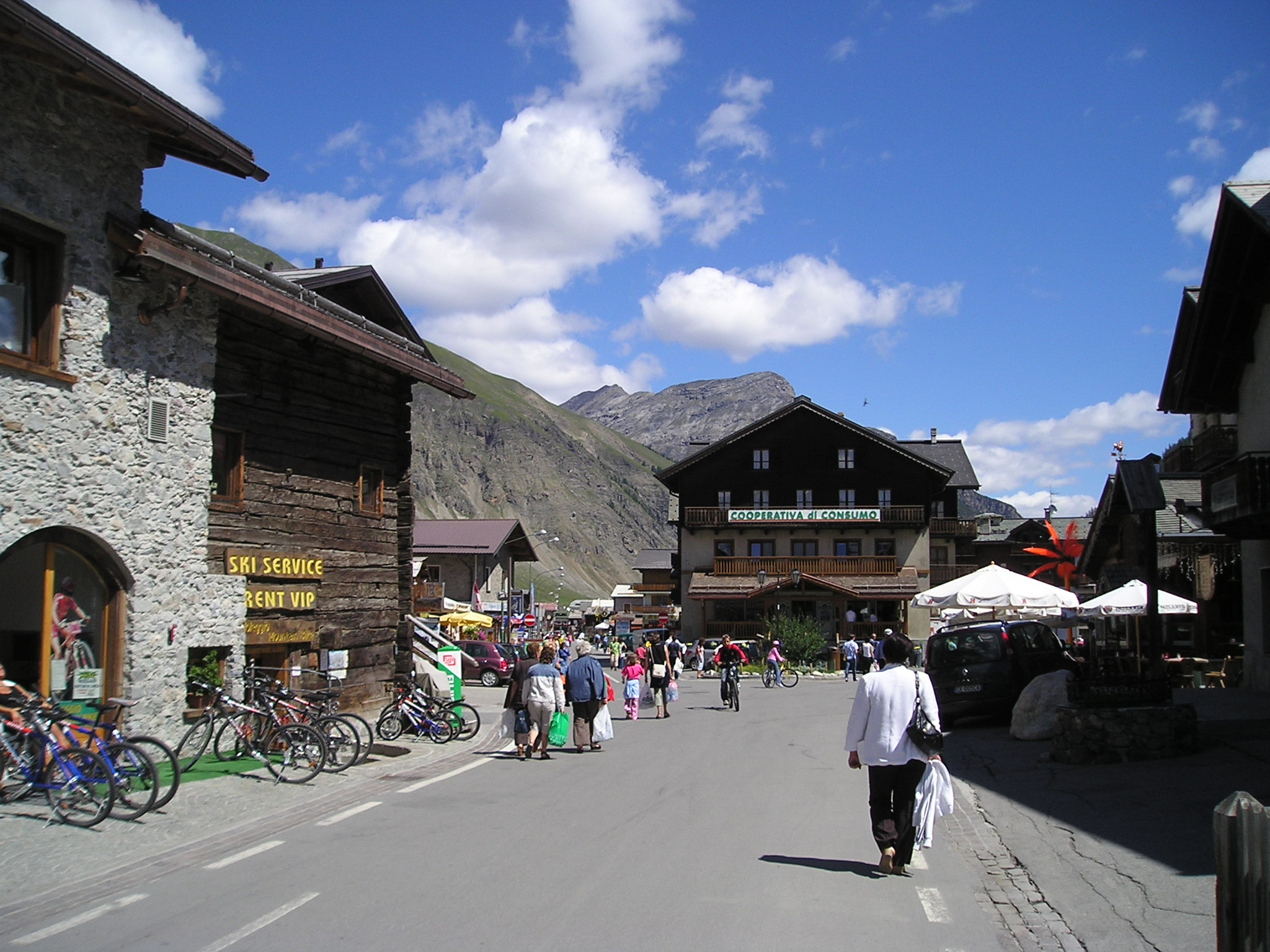
Centrum włoskiego miasta Livigno położonego w regionie Lombardia, na granicy ze Szwajcarią

#### Büsingen am Hochrhein
Miasto Büsingen am Hochrhein jest niemiecką eksklawą otoczoną terytorium Szwajcarii i pozostającą z nią w unii celnej. Choć euro jest oficjalną walutą, w powszechnym użyciu jest frank szwajcarski. Büsingen jest wyłączony z europejskiej unii celnej i unii VAT.

#### Campione d’Italia i Livigno
Campione d’Italia jest włoskim miastem będącym enklawą w całości otoczoną terytorium Szwajcarii, Livigno natomiast znajduje się we Włoszech, ale na granicy ze Szwajcarią. Choć oficjalnie pozostają częścią Unii Europejskiej, oba wyłączone są z unii celnej, pozostają także poza europejską strefą jednolitego podatku VAT.

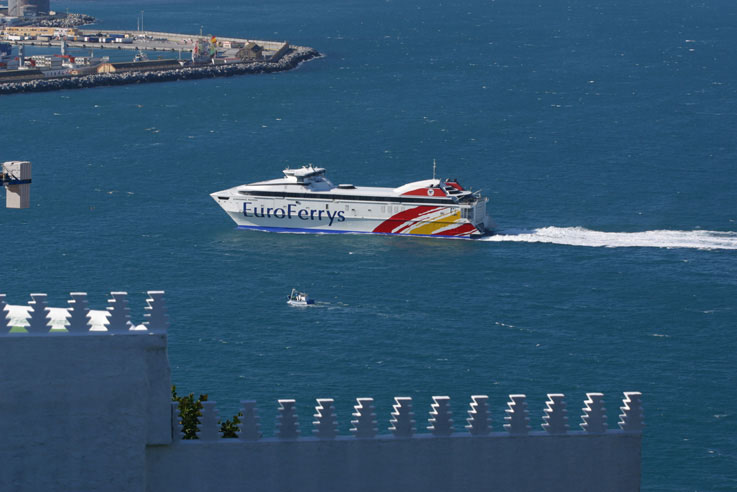
EuroFerry – prom kursujący między Ceutą a Hiszpanią

#### Ceuta i Melilla
Ceuta i Melilla to dwa miasta hiszpańskie na wybrzeżu Maroka. Formalnie są integralną częścią Hiszpanii, a w związku z tym również Unii Europejskiej. Wyjątki w zastosowaniu unijnego prawa obejmują takie obszary jak: polityka rolna, rybołówstwo, podatki i unia celna (w przypadku większości artykułów importowanych do UE z terytorium Ceuty bądź Melilli – ocleniu jednak nie podlegają towary eksportowane z Unii do tych dwóch miast).

#### Helgoland
Helgoland to niemiecka wyspa usytuowana 70 km od wybrzeży Niemiec. Obecnie składa się głównie z miejscowości wypoczynkowych. Ekonomia terytorium, w związku z byciem przez nie strefą wolnocłową, opiera się przede wszystkim na sprzedaży papierosów, napojów alkoholowych i perfum turystom odwiedzającym wyspę. Jest częścią Unii Europejskiej, lecz znajduje się poza europejską strefą VAT, europejską unią celną i strefą Schengen.

### Terytoria znajdujące się poza UE

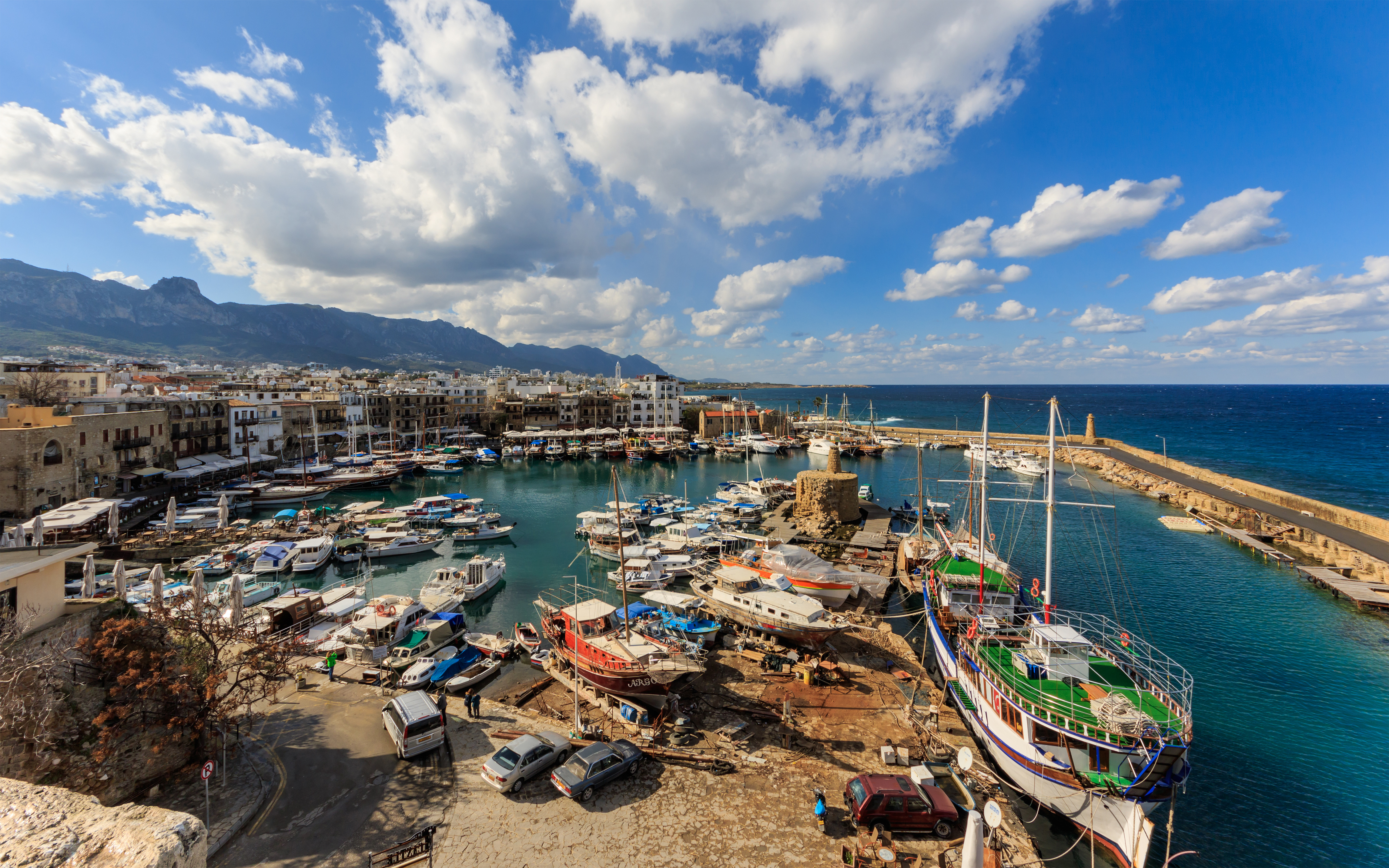
Miasto Kyrenia w Republice Cypru Północnego

#### Cypr Północny
Pomimo iż cały Cypr stał się częścią Unii Europejskiej 1 maja 2004 roku, prawo wspólnoty obowiązuje tylko w południowej części wyspy, kontrolowanej przez rząd Republiki Cypryjskiej. W północnej części – Tureckiej Republice Cypru Północnego, będącej w praktyce suwerennym państwem uznawanym międzynarodowo jedynie przez Turcję, prawo UE jest zawieszone. Cypryjczycy tureccy mieszkający tam są niemniej jednak obywatelami Unii uprawnionymi do głosowania w wyborach do Parlamentu Europejskiego, chociaż jak dotąd wybory te nie były tam przeprowadzane.

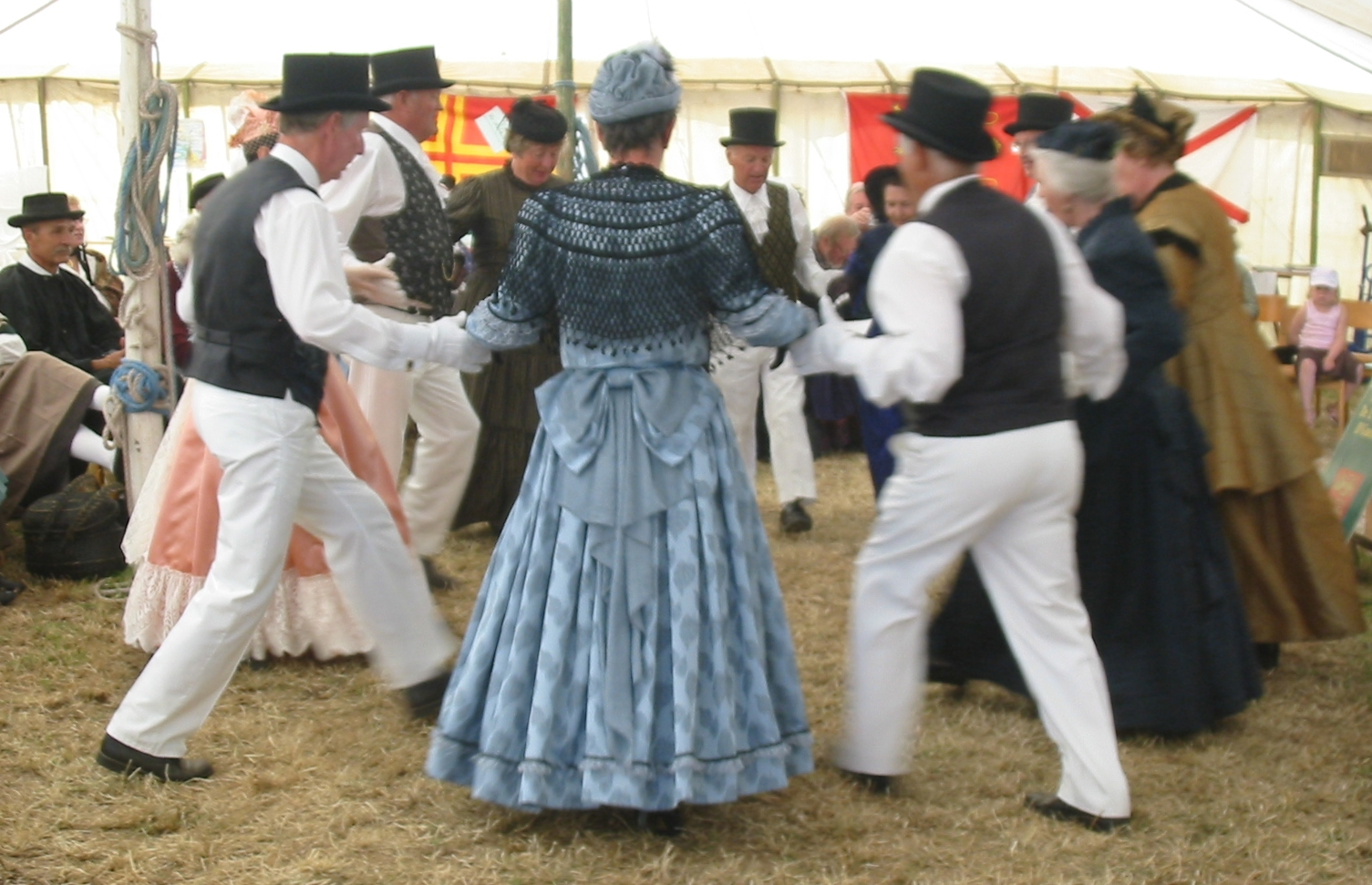
Taniec regionalny z Baliwatu Guernsey

#### Kanał Saimaański i Wyspa Małyj Wysockij
Finlandia dzierżawi Kanał Saimaański oraz wyspę Małyj Wysockij od Federacji Rosyjskiej. Prawo rosyjskie obowiązuje z kilkoma wyjątkami dotyczącymi gospodarki morskiej i zatrudnienia załogi, podlegającymi jurysdykcji fińskiej. Istnieją także specjalne przepisy regulujące podróże okrętów wodnych kanałem do Finlandii. Rosyjskie wizy nie są jednak wymagane.

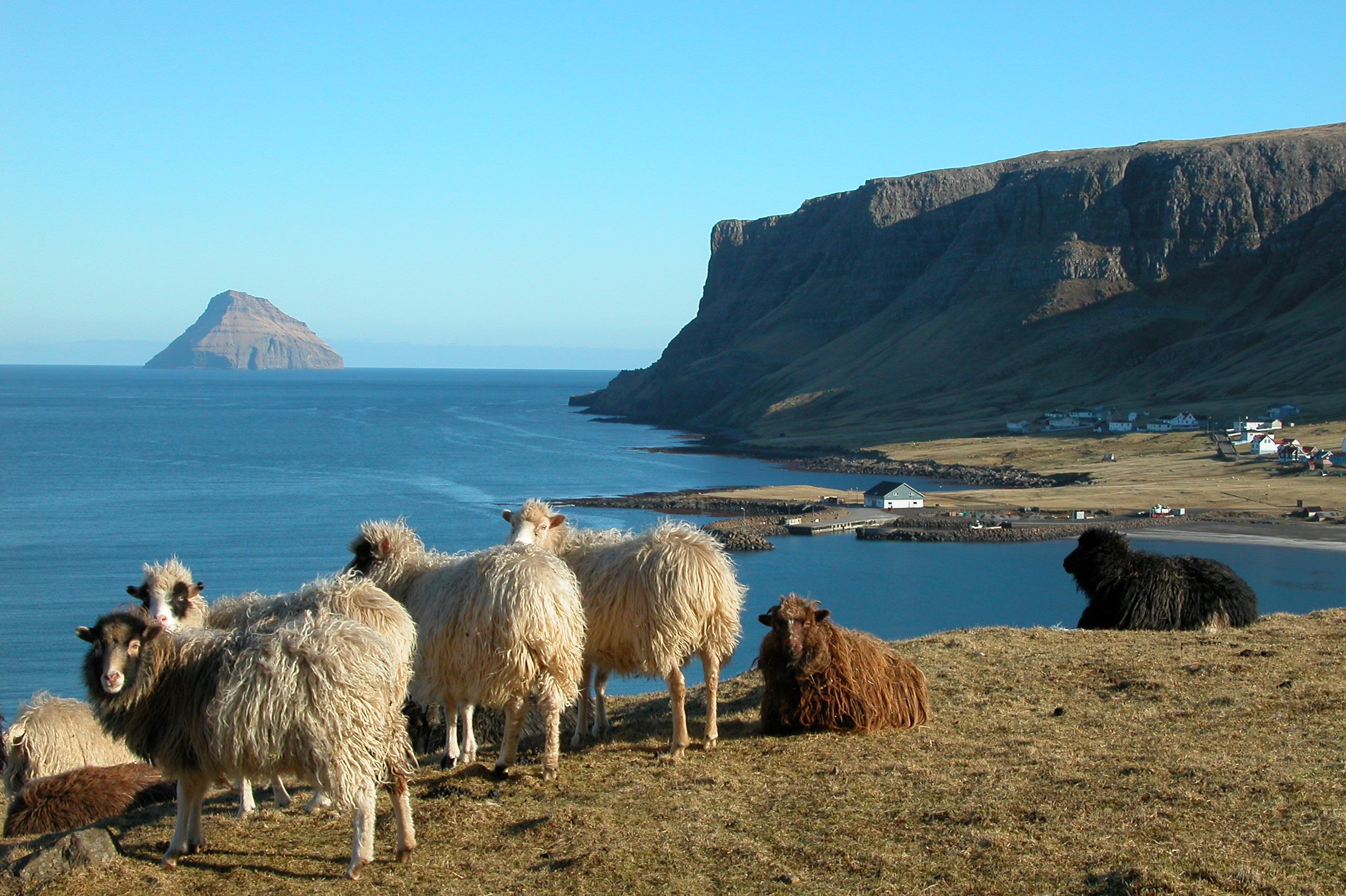
Krajobraz Wysp Owczych

#### Wyspy Owcze
Wyspy Owcze nie są częścią UE i mimo że ich mieszkańcy są w posiadaniu duńskiego obywatelstwa, wedle prawa UE nie są oni traktowani jak obywatele państwa członkowskiego, a co za tym idzie – Unii Europejskiej. Przepisy prawne mówią jednak, że jeśli rezydent wysp przeprowadzi się na teren Unii (nie zaś jedynie wyjedzie na wakacje), zostaje wówczas obywatelem UE i nabywa prawo do swobodnego poruszania się w obrębie całej wspólnoty, tracąc jednocześnie status rezydenta Wysp Owczych.

#### Clipperton
W przypadku Clippertonu, niezamieszkanego terytorium zależnego Francji na Oceanie Spokojnym, nie jest jasne, czy prawo unijne obejmuje jej terytorium, a jeśli tak, to w jakim stopniu.

## Dawne terytoria specjalne

### Kleinwalsertal
Austriackie terytorium Kleinwalsertal posiadało niegdyś specjalny status prawny spowodowany tym, że ma ono połączenie drogowe jedynie z Niemcami, nie zaś z resztą Austrii. Pozostawało zatem w unii celnej i walutowej z Niemcami. Nie było również kontroli granicznych pomiędzy Kleinwalsertal a Niemcami. Kiedy Austria wstąpiła do Unii Europejskiej oraz europejskiej unii celnej w 1995 roku, unia celna pomiędzy Kleinwalsertal a Niemcami przestała istnieć. Układ z Schengen (1997) i wprowadzenie euro (2002) spowodowało utracenie przez terytorium pozostałych przywilejów. Obecnie traktowane jest na tych samych zasadach co reszta Austrii.

### Algieria Francuska
W latach 1958 (wejście w życie traktatu rzymskiego) – 1962 (uzyskanie niepodległości) Algieria zgodnie z art. 227 traktatu rzymskiego była częścią EWG.

## Mapa obecnych terytoriów specjalnych

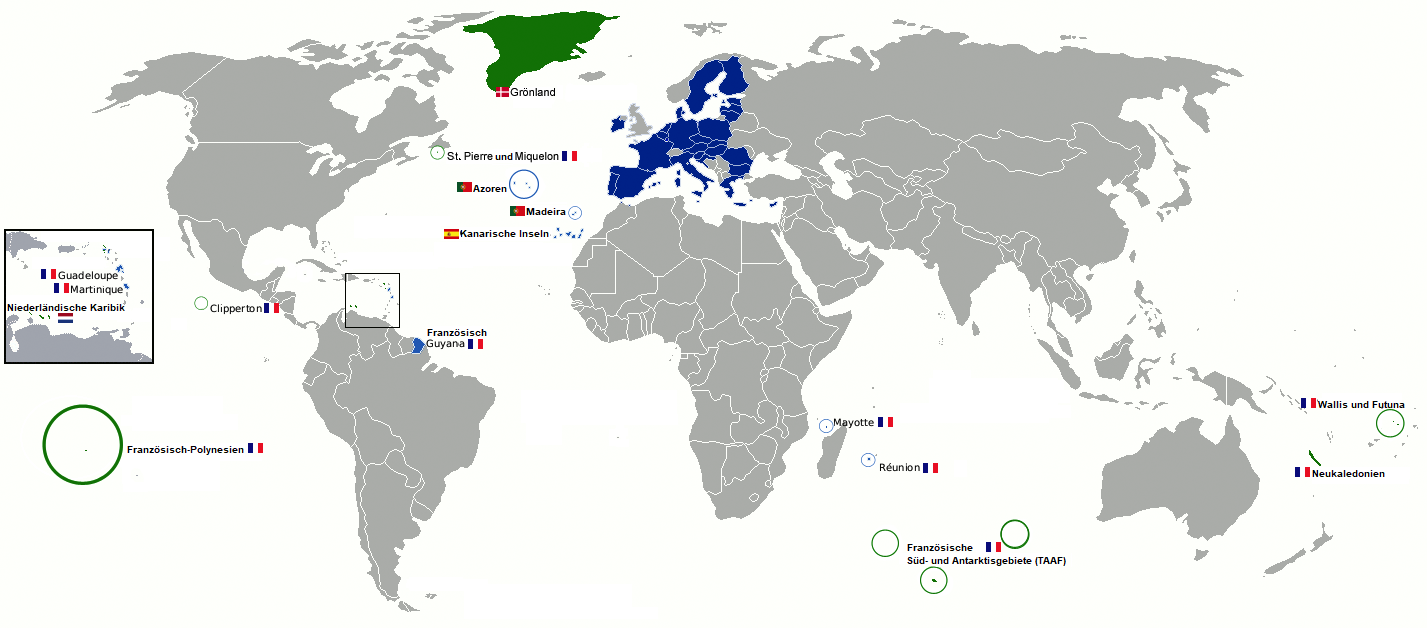
Położenie Unii Europejskiej na świecie
Unia Europejska
Regiony zamorskie stanowiące integralną część UE
Terytoria zamorskie państw członkowskich UE

Unia Europejska
     Regiony zamorskie stanowiące integralną część UE
     Terytoria zamorskie państw członkowskich UE